# Alteration (Geologie)

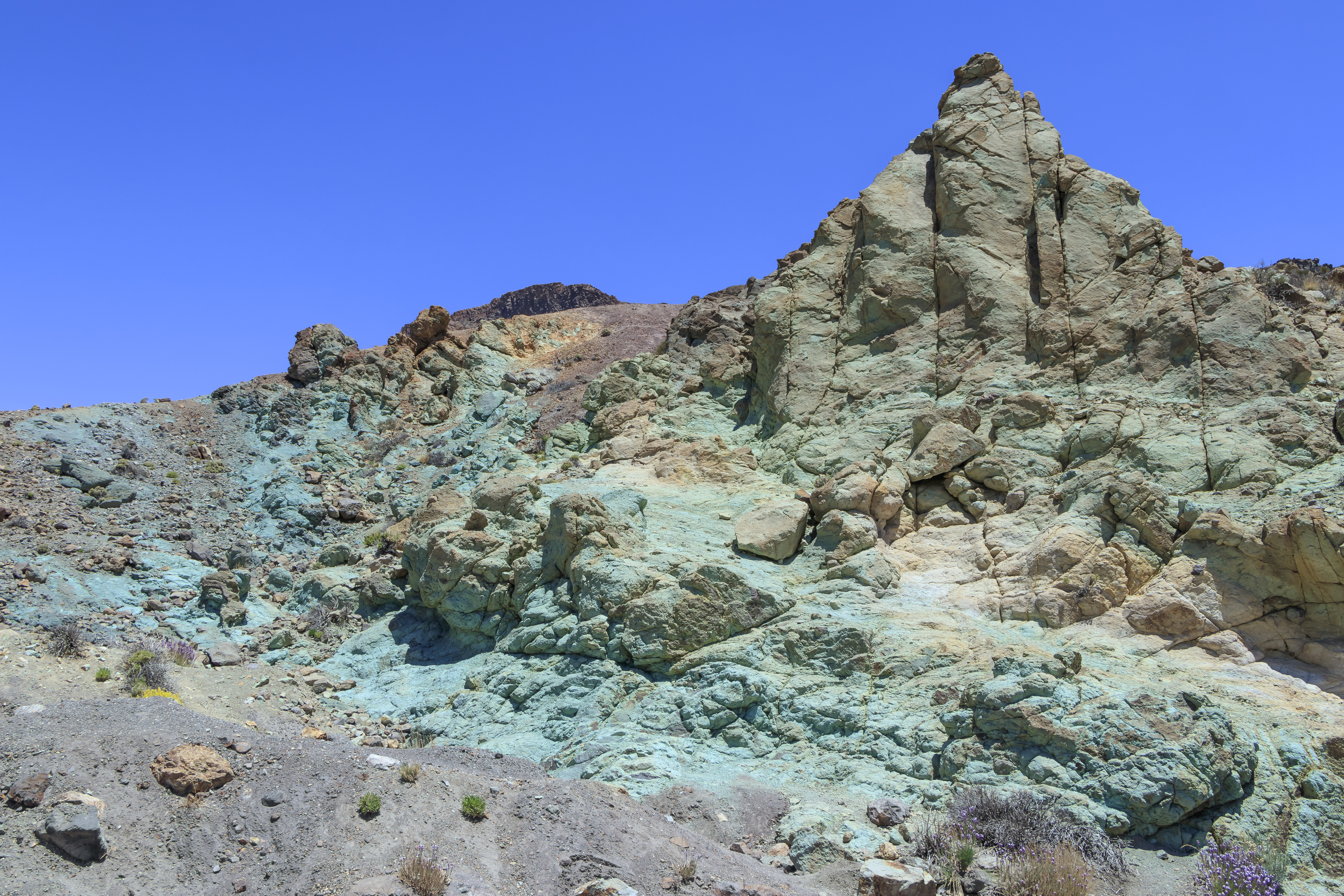
Durch hydrothermale Alteration (Chloritisierung) umgewandelte und helltürkisgrün verfärbte Gesteine an der „Falla de Los Azulejos“ im Nationalpark El Teide, Teneriffa, Kanarische Inseln.

Als Alteration (von lateinisch alterare für „umstellen, verändern“) bezeichnet man in der Geologie, Lagerstättenkunde und Mineralogie die mineralogischen und chemischen Veränderungen eines Erzkörpers und/oder seines Nebengesteins, wobei die Minerale in einem Gestein in Sekundärminerale umgewandelt werden. Die entstehenden Umwandlungsprodukte können auf verschiedene Arten gebildet werden, etwa dadurch, dass sich bei gleichbleibender chemischer Zusammensetzung die Kristallstruktur der Minerale verändert. Alteration kann auch durch Änderung der chemischen Zusammensetzung geschehen, wenn etwa hydrothermale Lösungen oder vulkanische Gase mit Gesteinen reagieren und zu den dort enthaltenen Mineralen neue Stoffe hinzukommen oder entfernt werden. Die Umwandlungen können syngenetisch oder epigenetisch, aszendent oder deszendent sein. Das zugrundeliegende Prinzip ist die Anpassung des Minerals an veränderte chemische Umgebungsbedingungen zu einem stabilen Zustand. Häufig bilden die Umwandlungsprodukte dabei Pseudomorphosen nach den Ausgangsmineralen. Dagegen werden Umwandlungen durch meteorische Wässer im deutschen Sprachgebrauch in der Regel als Verwitterung bezeichnet.

## Einteilung nach Temperaturbereich
Alterationen werden verursacht durch zirkulierende (infiltrierende) oder diffundierende Lösungen hydrothermalen, deuterischen oder pneumatolytischen Ursprungs oder durch zirkulierendes, erhitztes Meerwasser in Bereichen von submarinem Vulkanismus.
Je nach den herrschenden Reaktionstemperaturen unterscheidet man zwischen
- der deuterischen Alteration (auch Autometasomatose oder pneumatolytische Alteration[2]) bei Temperaturen oberhalb 400 °C
- der hydrothermalen Alteration bei Temperaturen unter 400 °C

Das Phänomen ist nicht scharf gegen eine niedriggradige Metamorphose oder eine Metasomatose abgrenzbar.
Deuterische bzw. autometasomatische Umwandlungsprozesse beinhalteten Reaktionen zwischen primären magmatischen Mineralen und den wasserreichen Lösungen, die sich vom gleichen Magmenkörper zu einem späten Zeitpunkt in ihrer Abkühlungsgeschichte separieren. Zu diesen Prozessen zählen Silifizierung, Albitisierung, Kalifeldspatisierung, Turmalinisierung und Vergreisenung. Sie stellen entweder alles durchdringende, nur selektiv durchdringende, hohlraumfüllende und/oder gangförmige Arten der Alteration dar.
Hydrothermale Alteration ist die chemische und mineralogische Gesteinsveränderung unter dem Einfluss von hydrothermalen Lösungen. Dabei kommt es zur Gleichgewichtseinstellung zwischen der hydrothermalen Lösung und dem Gestein sowie zur Ausbildung eines Alterationssaumes oder -hofes. Hydrothermale Alterationen sind ein wichtiger Hinweis auf ein mögliches Vorhandensein einer hydrothermalen Vererzung. Alterationen im Gefolge von hydrothermalen Erzlagerstätten bezeichnet man als Nebengesteinsalteration (Wall-Rock-Alteration). Beispiele für hydrothermale Alterationen sind Sericitisierung, Chloritisierung oder Propylitisierung. Erzkörper sind häufig von Alterationszonen im Nebengestein umgeben (z. B. Porphyry-Copper-Lagerstätten), die in der Explorationsgeologie eine große Rolle spielen.

## Einteilung nach Reaktionsprodukten
Zahlreiche Alterationsreaktionen können anhand ihrer markanten Reaktionsprodukte benannt werden, wobei viele dieser Umwandlungsreaktionen einen eigenen Namen besitzen. Diese verschiedenen Alterationsreaktionen werden im Folgenden beschrieben.
Die tabellarische Zusammenstellung der Alterationsreaktionen stammt zum größten Teil aus dem Buch von Hans Jürgen Rösler „Lehrbuch der Mineralogie“.
| Ausgangsmineral         | Art der Umwandlung (Alteration)                                                                    | bei der Alteration gebildete Minerale                    | Name des Alterationsprozesses |
| ----------------------- | -------------------------------------------------------------------------------------------------- | -------------------------------------------------------- | ----------------------------- |
| Olivin                  | hydrothermal oder epizonal-metamorph                                                               | Serpentin                                                | Serpentinisierung             |
| Olivin                  | hydrothermal oder epizonal-metamorph                                                               | Hornblende, Talk                                         | Pilitisierung                 |
| Granat                  | hydrothermal                                                                                       | Chlorit                                                  | Chloritisierung               |
| Granat                  | Aureolenbildung von Pyrop in Olivin (in Pyroxen-Amphibol-Gesteinen bei Zufuhr thermischer Energie) | Hornblende + Pyroxen + Spinell                           | Kelyphitisierung              |
| Cordierit               | hydrothermal oder epizonal-metamorph                                                               | Serizit + Chlorit                                        | Pinitisierung                 |
| Klinopyroxen            | epizonal-metamorph                                                                                 | Amphibol                                                 | Uralitisierung                |
| Klinopyroxen            | hydrothermal                                                                                       | Chlorit                                                  | Chloritisierung               |
| Klinopyroxen            | hydrothermal                                                                                       | Serpentin                                                | Serpentinisierung             |
| Klinopyroxen            | hydrothermal                                                                                       | Antigorit                                                | Bastitisierung                |
| Klinopyroxen            | epizonal-metamorph                                                                                 | Epidot                                                   | Epidotisierung                |
| Orthopyroxen            | hydrothermal                                                                                       | Serpentin (wirrfaserig)                                  | Serpentinisierung             |
| Orthopyroxen            | hydrothermal                                                                                       | wenige große Antigorit-Kristalle                         | Bastitisierung                |
| Gemeine Hornblende      | hydrothermal                                                                                       | Chlorit                                                  | Chloritisierung               |
| Gemeine Hornblende      | hydrothermal                                                                                       | Serpentin (wirrfaserig)                                  | Serpentinisierung             |
| Gemeine Hornblende      | Zerfall nach der Effusion                                                                          | Magnetit + Hypersthen                                    | Opazitisierung                |
| Biotit                  | hydrothermal                                                                                       | grüner Biotit, Chlorit, Kaolinit, Illit, Vermiculit      | Baueritisierung, Bleichung    |
| Biotit                  | Zerfall bei hohen Temperaturen nach der Effusion                                                   | Magnetit + Spinell + Hämatit + Augit                     | Opazitisierung                |
| Muskovit                | hydrothermal                                                                                       | Illit                                                    | Illitisierung                 |
| Muskovit                | hydrothermal                                                                                       | Montmorillonit                                           | Montmorillonitisierung        |
| Muskovit                | hydrothermal                                                                                       | Beidellit, Kaolinit, Halloysit                           | Kaolinitisierung              |
| Nephelin                | hydrothermal                                                                                       | Analcim + Zeolithe                                       | „Sonnenbrand“                 |
| Nephelin                | epizonal-metamorph                                                                                 | feinschuppige Glimmer                                    |                               |
| Leucit                  | hydrothermal                                                                                       | Kaolinit                                                 | Kaolinitisierung              |
| Leucit                  | hydrothermal                                                                                       | Zeolithe                                                 | Zeolithisierung               |
| Feldspat, Alumosilikate | pneumatolytisch                                                                                    | Topas, Turmalin, Glimmer, Kaolinit                       | Greisenbildung                |
| Alkalifeldspat          | hydrothermal                                                                                       | Kaolinit + Quarz                                         | Kaolinitisierung              |
| Alkalifeldspat          | hydrothermal oder epizonal-metamorph                                                               | Serizit                                                  | Sericitisierung               |
| Plagioklas              | hydrothermal                                                                                       | Alunit                                                   | Alunitisierung                |
| Plagioklas              | hydrothermal                                                                                       | Tonminerale (Nontronit, Montmorillonit, Illit) Carbonate | Carbonatisierung              |
| Plagioklas              | epizonal-metamorph                                                                                 | Epidot + Zoisit + Serizit                                | Saussuritisierung             |
| Topas                   | hydrothermal                                                                                       | Gilbertit (Kaolinit + Nakrit/Muskovit)                   |                               |

### Fenitisierung
Die Fenitisierung bzw. der Prozess der Fenitbildung ist eine durch magmatische Fluide induzierte Neubildung von Nephelin, Aegirin, Na-Amphibolen und Kalifeldspäten am Kontakt und in den Aureolen von Karbonatit- und Alkaligesteinsintrusionen. Fenit ist dabei ein feldspatreiches Gestein, das sich durch Alkalimetasomatose am Kontakt von Karbonatit- oder Alkaligesteinsintrusionen aus Graniten, Gneisen, Migmatiten und anderen Gesteinen des umgebenden Grundgebirges gebildet hat. Sein typischer Mineralbestand sind Alkalifeldspäte, Aegirin und Na-Amphibole, seltener Quarz, albitreicher Plagioklas, Nephelin oder Biotit.

### Albitisierung
Die Albitisierung ist die deuterische bzw. autometasomatische Umwandlung von calciumreichen Plagioklasen oder Kalifeldspäten in den reinen Natrium-Plagioklas Albit durch hydrothermale Natrium-Metasomatose gemäß der folgenden Gleichung:
{\displaystyle \mathrm {KAlSi_{3}O_{8}+Na^{+}\longrightarrow NaAlSi_{3}O_{8}+K^{+}} }
Kalifeldspat reagiert mit Natrium-Ionen zu Albit und Kalium-Ionen
Natrium wird entweder dem Gestein hinzugefügt oder durch Abfuhr anderer Kationen aus dem Gestein relativ angereichert. In der Nähe hydrothermaler Gänge, aber auch unabhängig davon, werden verschiedene Minerale des Ausgangsgesteins verdrängt, z. B. Kalifeldspat, Calcit, Zoisit u. a. Albitisierung in regionalmetamorphen Ausgangsgesteinen kann bis zu nahezu monomineralischen Gang- oder aderartig auftretenden Albititen führen. Hinsichtlich des Mineralbestandes ähnliche „Albitit-Gänge“ werden auch in Graniten durch SiO2-Wegfuhr und Natrium-Metasomatose gebildet.
Typische Mineralvergesellschaftungen sind Albit, Paragonit (natriumreicher Serizit), Chlorit und Quarz, die im Allgemeinen von Orthoklas, Ankerit oder anderen Carbonatmineralen begleitet werden.

### Kalifeldspatisierung
Kalifeldspatisierung (auch Kali(um)metasomatose oder K-Metasomatose) ist eine deuterische bzw. autometasomatische Alteration in kalkalkalischen Gesteinen, ausgelöst durch die Zufuhr von Kalium und die Abfuhr von Calcium und Natrium. Charakteristische Minerale des umgewandelten Gesteins sind Kalifeldspäte (Adular, Orthoklas, Mikroklin), Biotit oder Chlorit, Serizit und Quarz, die von Albit, Anhydrit, Fe-Mg-Carbonaten und/oder Apatit begleitet werden können.

### Greisenbildung
Die deuterische bzw. autometasomatische Greisenbildung (auch Vergreisenung oder Vergreisung) findet in intermediären bis sauren Gesteinen statt und ist die pneumatolytische bzw. hochthermale Umwandlung von Feldspäten, Glimmern und anderen Alumosilicaten durch Lösungen, die typischerweise an Fluor, Bor und Alkalimetallen (Natrium, Kalium, Lithium) angereichert sind. Die entstehenden Gesteine werden als Greisen bezeichnet und stellen Gemenge aus vor allem Topas, Mineralen der Turmalingruppe, Mineralen der Glimmergruppe (Muskovit, Zinnwaldit, Lepidolith), Quarz, Fluorit, Alkalifeldspäten und/oder Kaolinit dar.
{\displaystyle \mathrm {CaAl_{2}Si_{2}O_{8}+4\ F^{-}+4\ H^{+}\longrightarrow Al_{2}[F_{2}|SiO_{4}]+SiO_{2}+CaF_{2}+H_{2}O} }
Anorthit reagiert mit Fluorid-Ionen und Wasserstoff-Ionen zu Topas, Quarz, Fluorit und Wasser

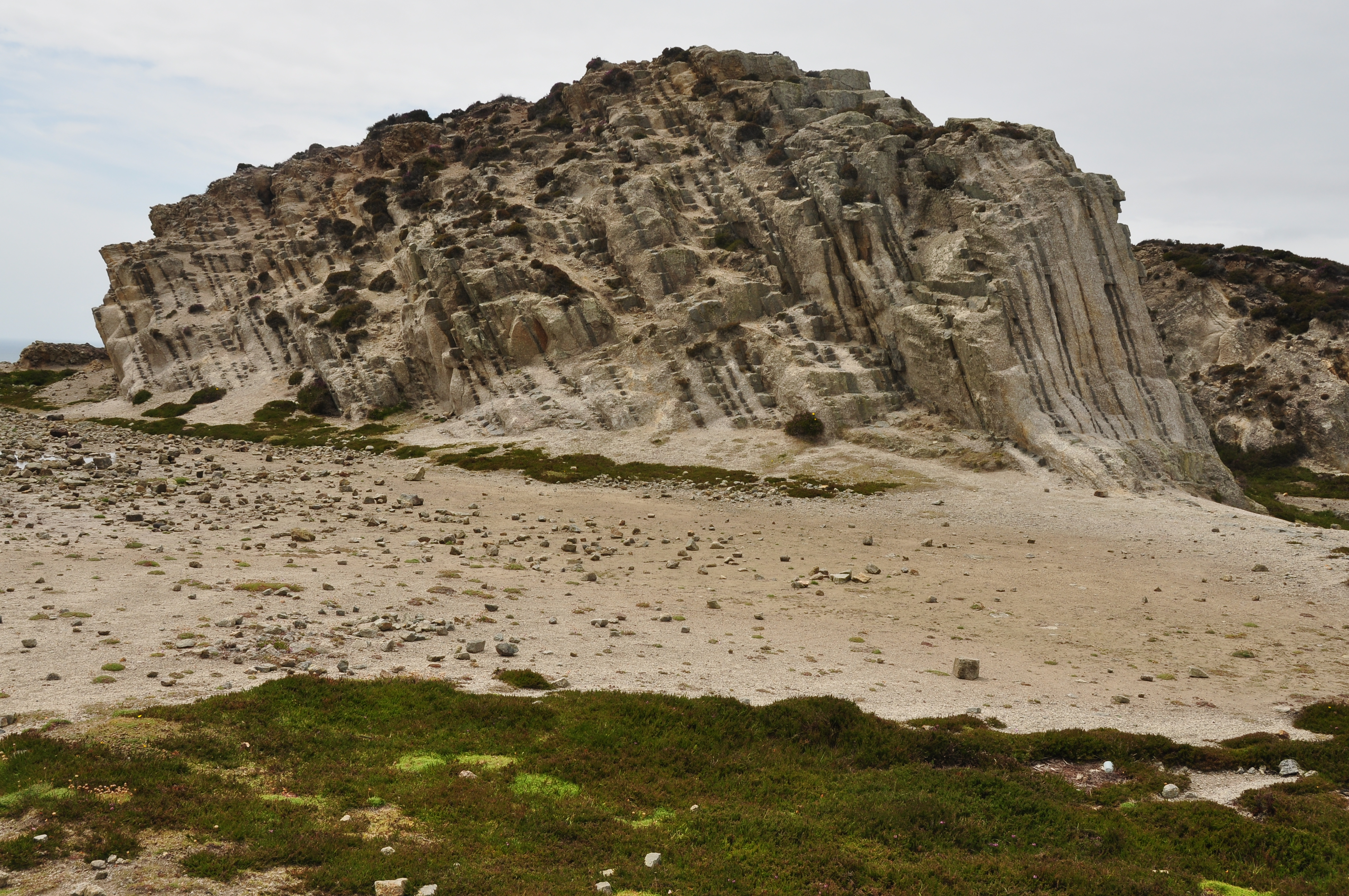
Wolframit-führende Greisengänge im Cligga-Granit, Cornwall
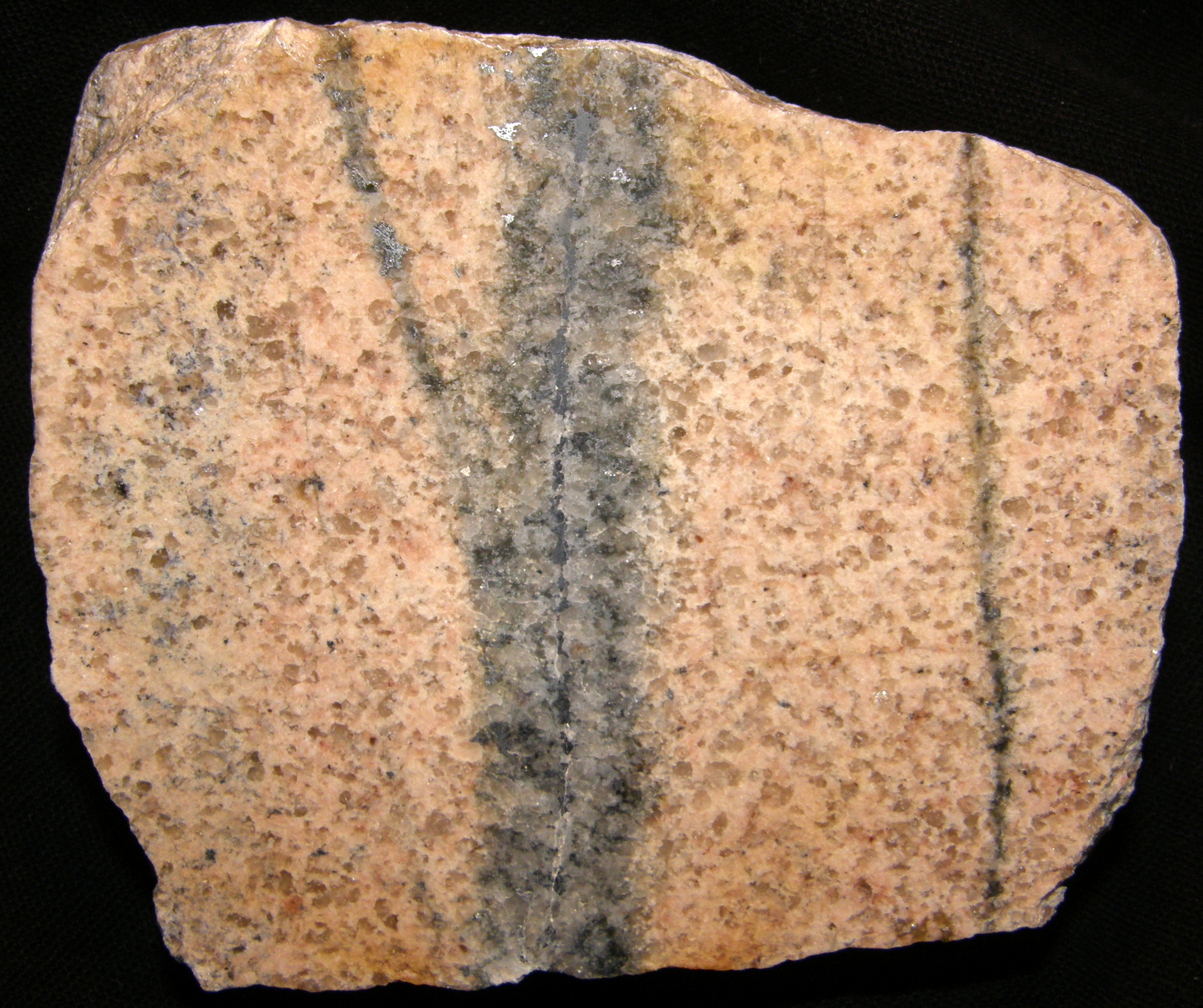
Greisentrum mit Kassiterit in Granit aus Geyer, Erzgebirge
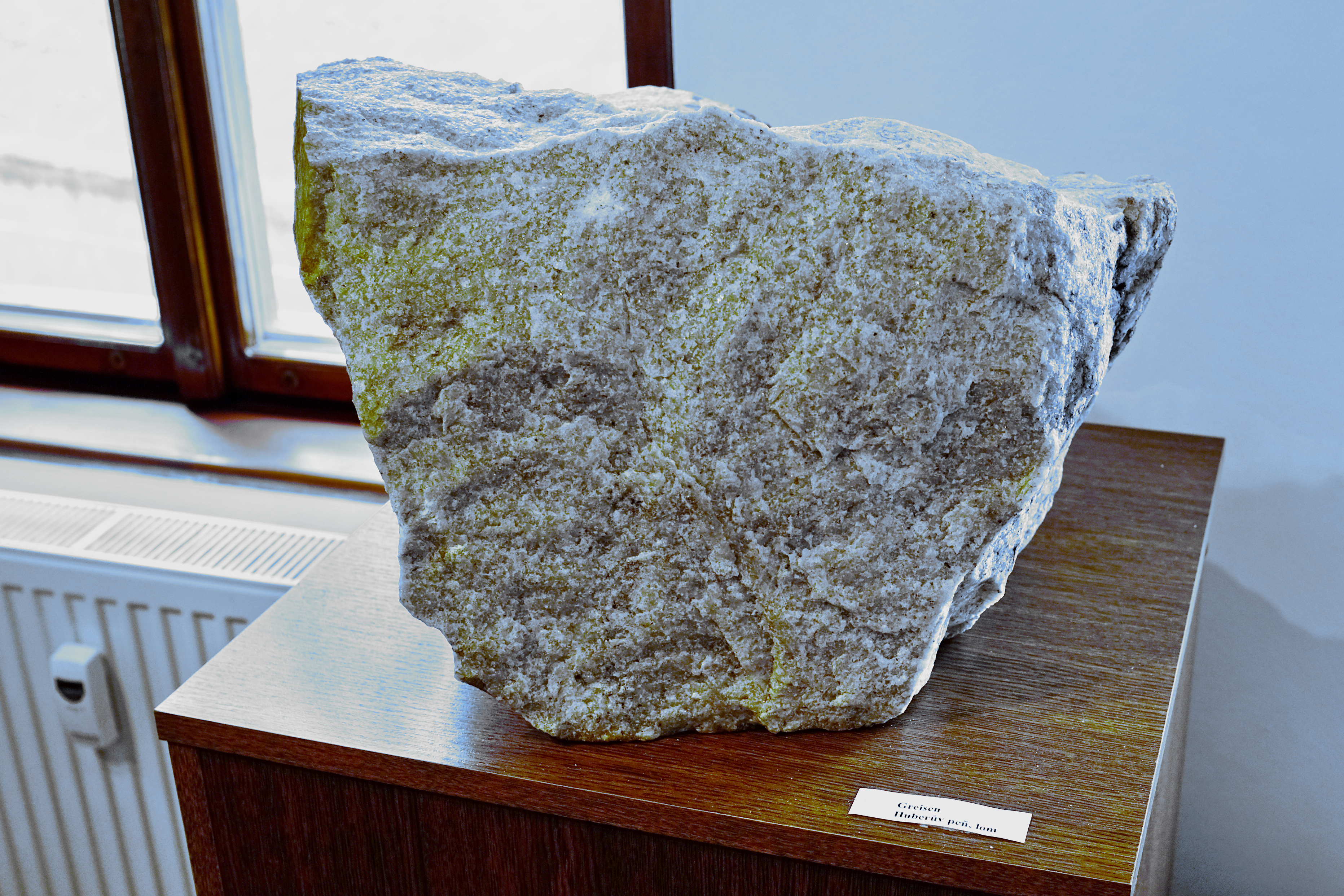
Feinkörniger Greisen, „Huber“-Stock bei Horní Slavkov, Tschechien

### Silifizierung
Silifizierung (auch Verkieselung, Einkieselung oder Verquarzung) ist die sekundäre Ausfüllung von Porenräumen oder die Zufuhr von bzw. metasomatische Verdrängung vorhandener Minerale durch SiO2, das entweder aus hydrothermalen Lösungen stammt oder Produkt der Mineralalteration im Nebengestein ist. Im Resultat entstehen feinkörniger Quarz, Chalcedon oder Opal, die entweder die Poren zwischen den Mineralen des Eduktes ausfüllen oder diese teilweise oder vollständig verdrängen.

### Turmalinisierung
Die deuterische bzw. autometasomatische Turmalinisierung ist eine pneumatolytische Bildung zum Ende des Erstarrungsprozesses saurer Schmelzen bzw. eine kontaktpneumatolytische Einwirkung auf Hornfelse und Tonschiefer. Sie fehlt in Vulkaniten. Die kontaktpneumatolytische Veränderung des Nebengesteins findet beiderseits des Kontaktes durch die Einwirkung borhaltiger leichtflüchtiger Gemengteile unter Aufzehrung von Biotit statt, wobei Turmalin gebildet wird.

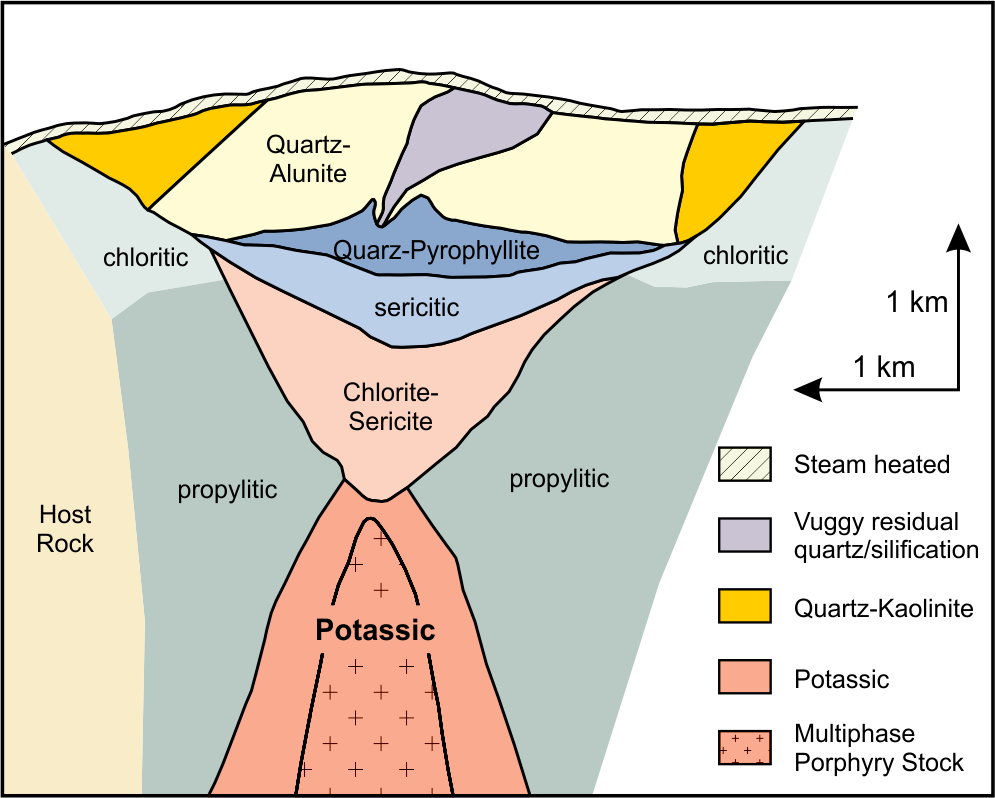
Schematischer Querschnitt durch eine Porphyrische Kupferlagerstätte mit der Abfolge von hydrothermalen Alterations-Zonen rund um die Intrusion

Weitere wichtige Formen der Nebengesteinsalteration sind Argillitisierung, Sericitisierung und Propylitisierung. Diese Formen der Alteration treten insbesondere bei porphyrischen Kupferlagerstätten (Porphyry Copper Ores) in andesitischen und dioritischen Gesteinen auf, sie sind aber auch im Gefolge hydrothermaler Gangmineralisationen vorhanden. Um porphyrische Kupferlagerstätten ist gewöhnlich eine zonare Anordnung von Propylitisierung, Argillitisierung und Sericitisierung (von außen nach innen) zu beobachten, wobei es im Zentralbereich zusätzlich zu einer Kaliumalteration (Kalimetasomatose) mit sekundärem Kalifeldspat und/oder Biotit kommt (vgl. die nebenstehende Zeichnung).
Die Zusammensetzung der Alterationsprodukte hängt zum einen von der Zusammensetzung der hydrothermalen Lösung, zum anderen vom Chemismus des Ausgangsgesteines ab. Saure Gesteine zeigen bevorzugt Sericitisierung, Argilitisierung, Silifizierung und Pyritisierung, während in basischen Gesteinen Chloritisierung, Carbonatisierung und Propylitisierung auftritt; Serpentinisierung findet sich in ultrabasischen Gesteinen.

### Propylitisierung
Die Propylitisierung ist ein niedrig temperierter hydrothermaler Alterationsprozess um viele Erzkörper insbesondere bei porphyrischen Kupferlagerstätten, bei dem das Nebengestein durch neugebildete Minerale wie Chlorit, Epidot, Zoisit, Klinozoisit, Carbonatminerale (Mg-Fe-Ca-Carbonate) und Alkalifeldspäte (Albit) teilweise verdrängt wird. Untergeordnet können sich Serizit, Pyrit, Magnetit, Montmorillonit und Zeolithe, gelegentlich auch Hämatit, Jarosit und Goethit, bilden. Tritt eines der Alterationsprodukte verstärkt auf, wird auch von Chloritisierung, Albitisierung oder Carbonatisierung gesprochen.

### Argillitisierung
Bei der Argillitisierung kommt es zur Bildung von Dickit, Kaolinit, Pyrophyllit und Quarz. Weiterhin können Alunit, Topas und Turmalin auftreten.

### Sericitisierung
Bei der Sericitisierung, einer sehr häufigen Alteration im Gefolge hydrothermaler Mineralisationen und bei niedrigen pH-Werten, werden Feldspäte und Glimmer in Serizit, einen feinkörnig-dichten, steatitartigen Muskovit, umgewandelt. In Abhängigkeit vom Vorläufermineral – insbesondere dem Feldspat – verläuft die Sericitisierung unter Verbrauch (Gleichung 1) oder Freisetzung (Gleichung 2) von Kalium sowie der Bildung von Quarz (Gleichungen 1–3) und Albit (Gleichung 3). Die Zerstörung von Plagioklas kann zur Bildung von Paragonit führen. Primäre Fe-Gehalte der Ausgangsminerale werden häufig als Pyrit im Alterationsprodukt fixiert.
{\displaystyle \mathrm {3\ NaAlSi_{3}O_{8}+K_{(aq)}^{+}+2\ H_{(aq)}^{+}\longrightarrow KAl_{3}Si_{3}O_{10}(OH)_{2}+3\ Na_{(aq)}^{+}+6\ SiO_{2}} }
Albit reagiert mit Kalium-Ionen und Wasserstoff-Ionen zu Muskovit, Natrium-Ionen und Quarz (Gleichung 1)
{\displaystyle \mathrm {3\ KAlSi_{3}O_{8}+2\ H_{(aq)}^{+}\longrightarrow KAl_{3}Si_{3}O_{10}(OH)_{2}+2\ K_{(aq)}^{+}+6\ SiO_{2}} }
Kalifeldspat reagiert mit Wasserstoff-Ionen zu Muskovit, Kalium-Ionen und Quarz (Gleichung 2)
{\displaystyle \mathrm {4\ (Na,K)AlSi_{3}O_{8}+2\ H_{(aq)}^{+}\longrightarrow NaAlSi_{3}O_{8}+KAl_{3}Si_{3}O_{10}(OH)_{2}+6\ SiO_{2}+2\ Na_{(aq)}^{+}} }
Alkalifeldspat reagiert mit Wasserstoff-Ionen zu Albit, Muskovit, Quarz und Natrium-Ionen (Gleichung 3)

### Chloritisierung

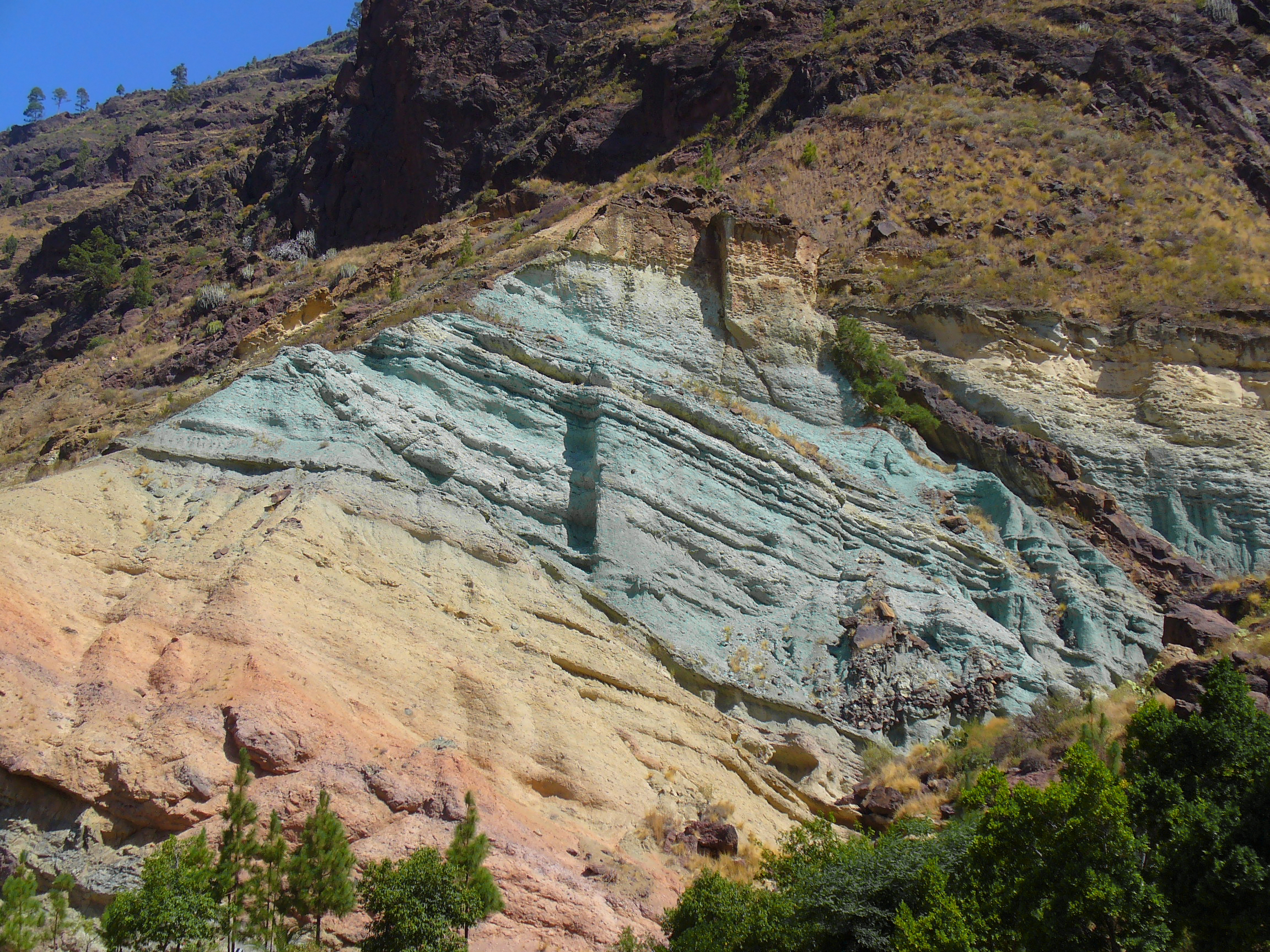
Chloritisierte Intra-Caldera-Tuffe. „Fuente de los Azulejos“, Gran Canaria, Kanarische Inseln, Spanien.

Unter Chloritisierung versteht man eine Reihe ganz verschiedener metasomatischer Prozesse. Allen gemeinsam ist die Umwandlung bestehender Minerale in Minerale der Chloritgruppe bzw. Chlorit sensu lato (im Weiteren als „Chlorit“ bezeichnet). Bei der Chloritisierung bildet sich Chlorit hydrothermal bzw. diaphthoretisch (bei retrograder Metamorphose) aus Granat, Biotit, grünen Hornblenden und/oder Cordierit. Untergeordnet können Serizit, Quarz und Pyrit entstehen.
Die Chloritisierung von Magmatiten vollzieht sich postmagmatisch durch saure Lösungen bei niedrigen Temperaturen > 500 K. Die nachfolgende Reaktionsgleichung drückt die Umwandlung von Pyroxen (Enstatit) und Plagioklasen zu Chlorit, Albit und Calcit aus.
{\displaystyle \mathrm {5\ Mg_{2}[Si_{2}O_{6}]+4\ Ca[Al_{2}Si_{2}O_{8}]+4\ Na^{+}+4\ HCO_{3}^{-}+6\ H_{2}O\longrightarrow 2\ Mg_{5}Al[AlSi_{3}O_{10}(OH)_{8}]+4\ Na[AlSi_{3}O_{8}]+4\ Ca[CO_{3}]} }
Pyroxen (Enstatit) reagiert mit Plagioklas (Anorthit), Natrium-Ionen, Hydrogencarbonat-Ionen und Wasser zu Chlorit, Albit und Calcit

### Carbonatisierung
Bei der Carbonatisierung, die einem CO2-Gewinn entspricht, entstehen Carbonate. Um in einem vorhandenen Gestein zu bleiben, muss eine Bindung des Kohlenstoffs an Ca, Mg und/oder Fe erfolgen, die entweder von einem Fluid in das System gebracht wurden oder aus den Bestandteilen des frischen Gesteins stammen. Im letzteren Fall hängt der maximale Carbonatanteil von der Zusammensetzung des Vorläufers ab. Wenn sich der Kohlenstoff mit dem Calcium aus dem Plagioklas verbindet, bilden sich als Nebenprodukte außerdem Paragonit und Quarz, während durch die Destabilisierung anderer Minerale – Alkalifeldspat und Klinopyroxen – Muskovit und Chlorit entstehen. Es ist daher nicht einfach, die Intensität der Carbonatisierung zu quantifizieren und die Schichtsilikat-Nebenprodukte von denen zu unterscheiden, die mit Sericitisierungs- und Chlorierungs-Prozessen zusammenhängen. Auch ist die Charakterisierung der Carbonatphasen wichtig, da Ca- und Fe-Mg-Carbonate sowohl in schwach als auch in stark veränderten Gesteinen beobachtet werden.
{\displaystyle \mathrm {3\ (Mg,Fe)_{5}Al_{2}Si_{3}O_{10}(OH)_{8}+15\ CaCO_{3}+K^{+}+15\ CO_{2}\longrightarrow KAl_{3}Si_{3}O_{10}(OH)_{2}+15\ Ca(Mg,Fe)(CO_{3})_{2}+3\ SiO_{2}+11\ H_{2}O+5\ O_{2}} }
Chlorit, Calcit und Fluid reagieren zu weißen Glimmermineralen, Ankerit-Dolomit, Quarz und Fluid

### Serpentinisierung
Die Serpentinisierung ist die hydrothermal ablaufende Umwandlung von Forsterit bzw. magnesiumreichen Gliedern der Olivin-Mischkristallreihe in Duniten, Peridotiten, Harzburgiten und/oder anderen ultramafischen Gesteinen in Minerale der Serpentingruppe gemäß der Reaktion
{\displaystyle \mathrm {5\ (Mg,Fe)_{2}[SiO_{4}]+8\ H^{+}\longrightarrow 2\ Mg_{3}[(OH)_{4}|Si_{2}O_{5}]+4\ (Mg,Fe)^{\,2+}+SiO_{2}} }
Olivin reagiert mit Wasserstoff-Ionen zu Serpentin, Magnesium- und Eisen-Ionen sowie Quarz
Dabei müssen Fe2+, Mg2+ und Ca2+-Ionen freigesetzt werden, wobei gleichzeitig auch Kieselsäure (Quarz) frei wird. Als erstes bilden sich faseriger Chrysotil und Lizardit, die beide durch metamorphe Reaktionen bei höheren Temperaturen (> 250 °C) von blättchenförmigem Antigorit abgelöst werden.
Neben Olivinen können auch andere magnesiumreiche Silicate wie Klino- und Orthopyroxene sowie Amphibole serpentinisiert werden:
{\displaystyle \mathrm {2\ Mg_{2}[SiO_{4}]+Mg_{2}[Si_{2}O_{6}]+4\ H_{2}O\longrightarrow 2\ Mg_{3}[(OH)_{4}|Si_{2}O_{5}]} }
 Forsterit reagiert mit Enstatit und Wasser zu Serpentin
Zusammen mit Serpentin und/oder Chrysotil entstehen daher häufig Magnetit, Carbonate wie Magnesit, Ankerit und Siderit), Brucit, Talk und Quarzcarbonatgesteine (Listwänite).
Da die Ausgangsminerale ein wesentlich dichteres Gitter als der Serpentin aufweisen, muss ein bedeutender Gehalt an Kieselsäure abgeführt werden, um das Volumen konstant zu halten. Die Serpentinisierung erfolgt daher nur bei Druckentlastung entlang von Frakturen oder in Gängen. Die olivinhaltigen Gesteine werden dabei häufig vollständig in Serpentin umgewandelt, wobei der Olivin zunächst von Rand und von Rissen aus in feinste, immer senkrecht zum Rand oder Riss angeordnete Serpentin-Fasern umgewandelt wird. Bei weiterer Umwandlung in Richtung Kern bildet sich letztlich die „Maschenstruktur“.
Bei der Serpentinisierung von Orthopyroxenen entsteht meist wirrfaseriger Serpentin.

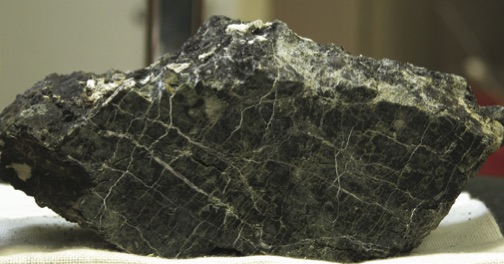
Serpentinisierter Peridotit, Atlantis-Massiv. Größe: 20 cm.
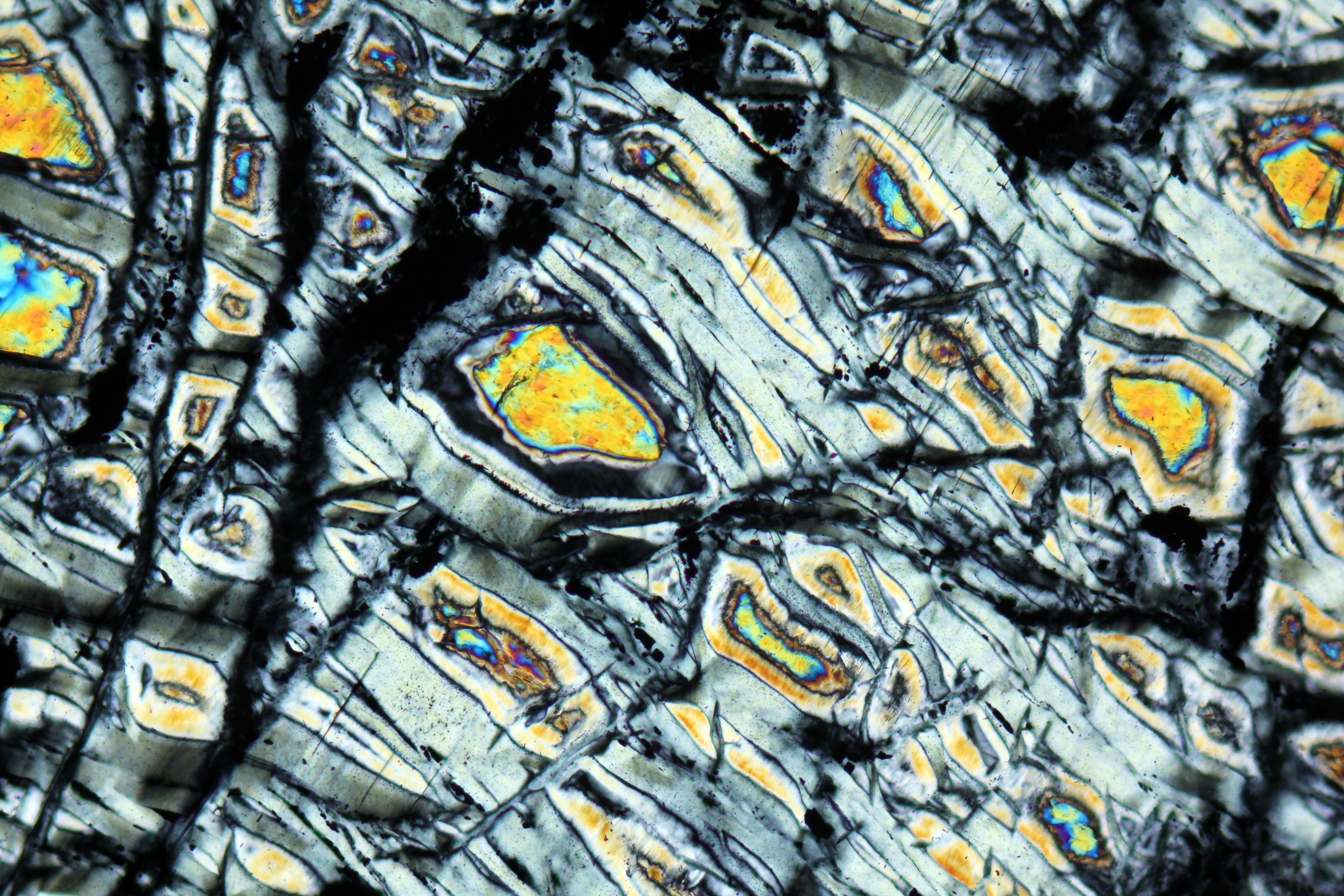
Gelber Olivin in serpentinisiertem Peridotit. Sichtfeld: 2 mm.
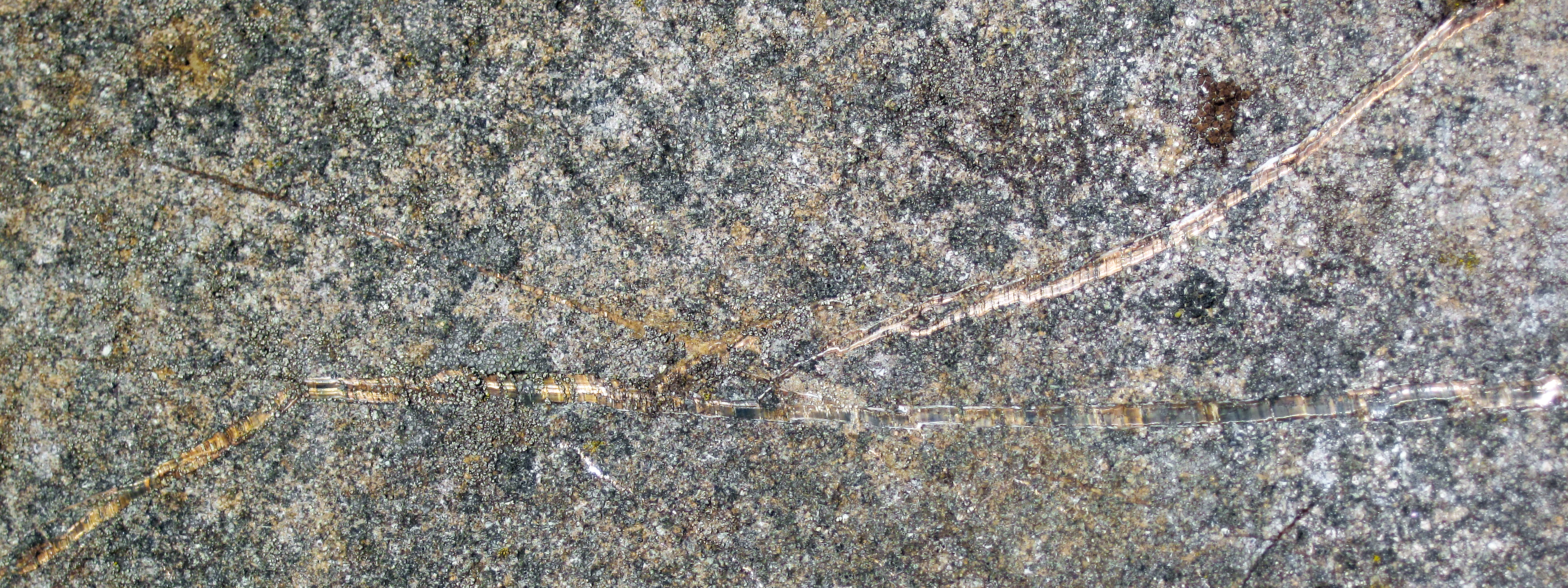
Chrysotilasbest-Gang in serpentinisiertem Komatiit. Ontario, Kanada.
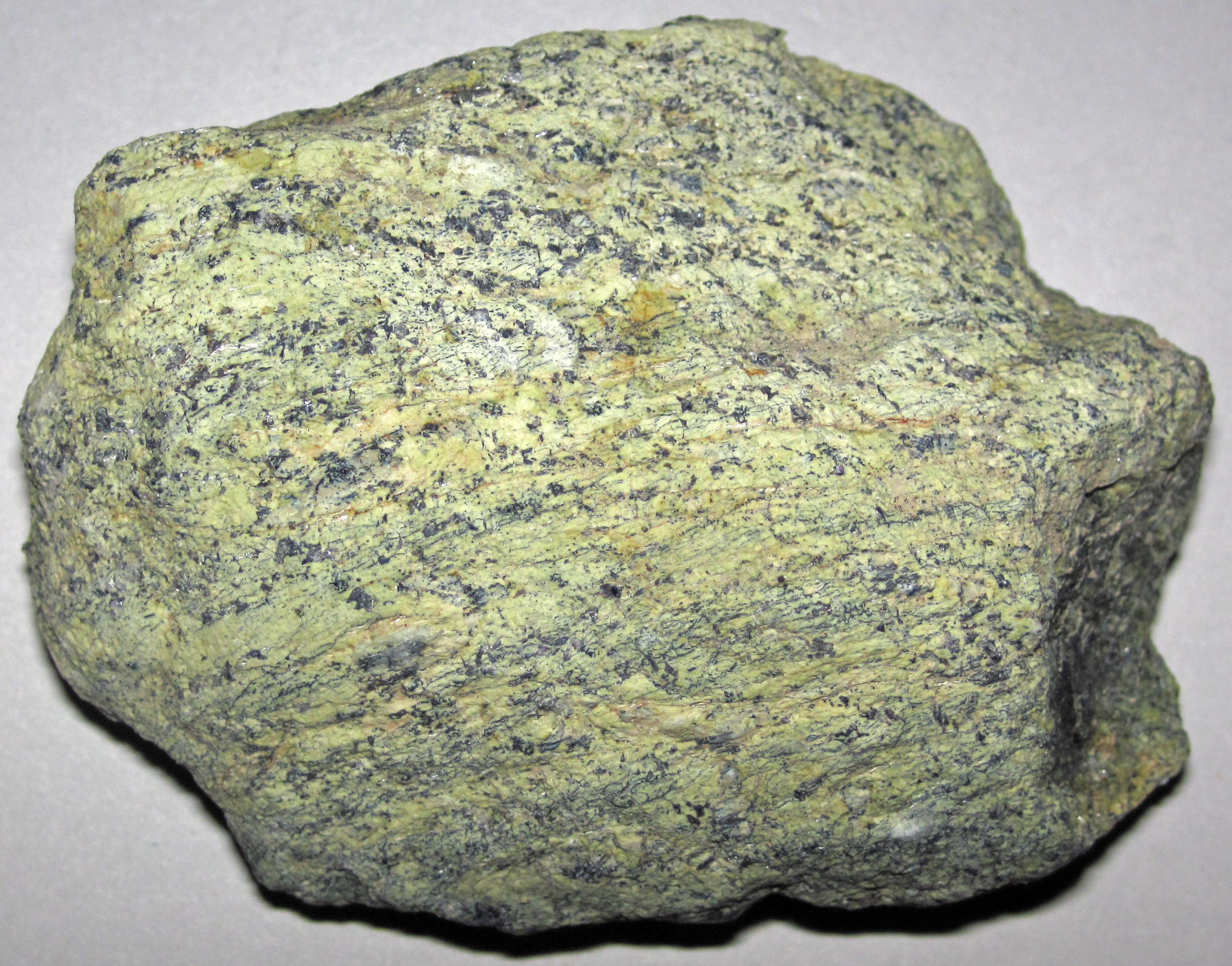
Magnetitreicher Serpentinit. Montana, USA. Größe: 5,9 cm.

### Iddingsitisierung
Die Iddingsitisierung von Olivinen läuft im hochhydrothermalen Bereich bei Temperaturen < 400 °C ab, wobei sich durch Oxidation von Fe2+ und Zufuhr von Wasser eine intensive gelbbraune bis braunrote Verfärbung der Olivine in ihren randlich Bereichen sowie entlang der Spaltrisse vollzieht. Dabei entstehen submikroskopische Gemenge von Goethit, Tonmineralen, Chlorit etc. Derartige als Iddingsite bezeichnete Pseudomorphosen finden sich nur in Vulkaniten und Subvulkaniten, jedoch nie in Plutoniten.

### Pilitisierung
Bei der hydrothermalen oder metamorph-epizonal ablaufenden Pilitisierung bildet sich aus Olivin ein Gemenge aus Hornblende und Talk.

### Kelyphitisierung

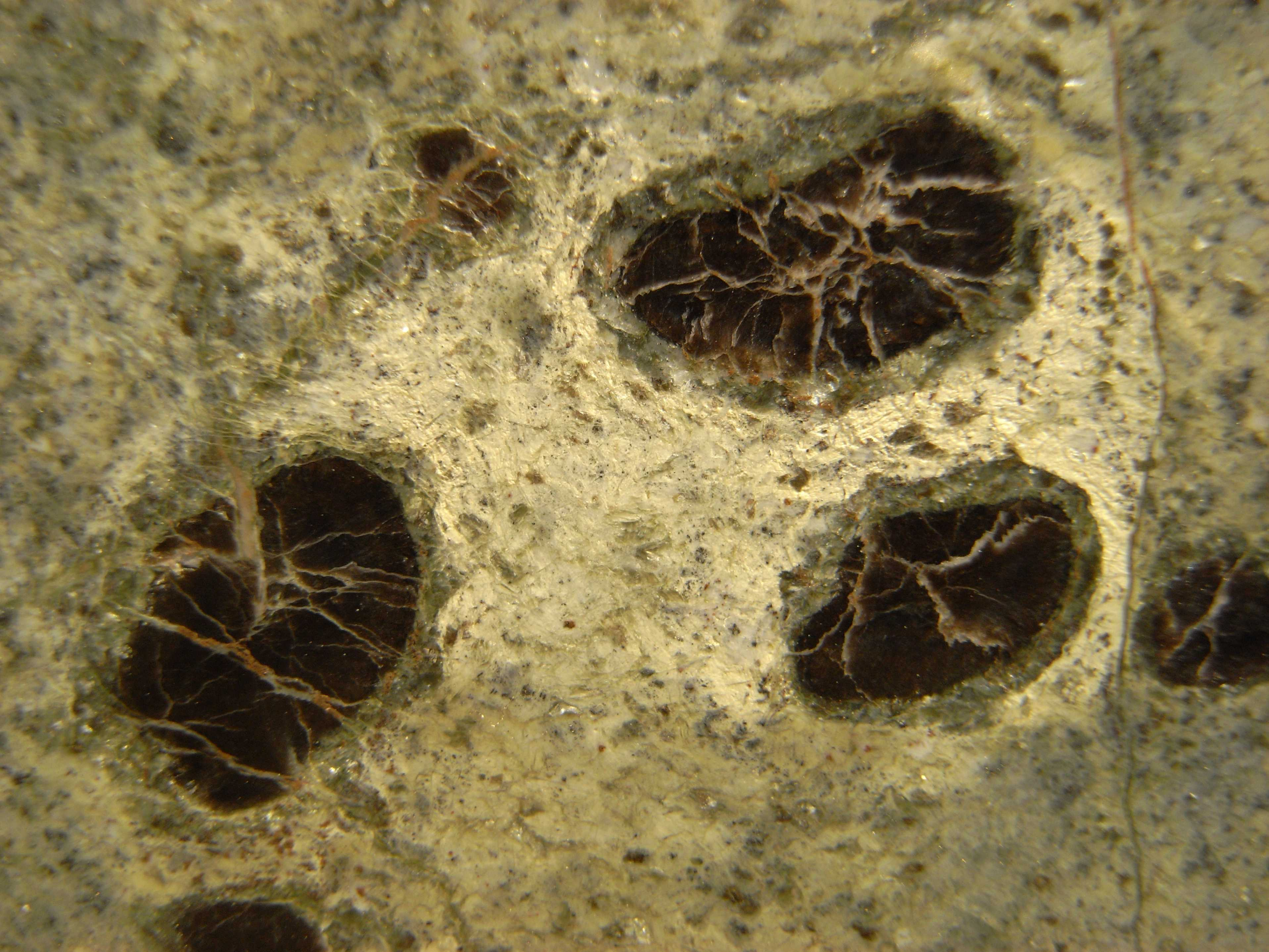
Kelyphitisierte Granat-Kristalle. Västerby, Askersund, Örebro län (Närke), Schweden. Stufengröße: 15 cm × 10,6 cm × 9,3 cm.

Bei Zufuhr von thermischer Energie findet eine Neubildung von Amphibolen, Pyroxenen und Spinellen aus Granat statt. Im Endeffekt entstehen Aureolen (koronaartige Bildungen) um Pyrop und anderen Vertretern der Granatgruppe in meist Mafiten und Ultramafiten wie z. B. Olivin-(Pyroxen-Amphibol)-Gesteinen. Diese Mischungen von neugebildeten und miteinander verwachsenen Mineralen werden Kelyphite genannt. Kelyphitisierung tritt typischerweise in Serpentiniten, Gneisen und Gesteinen der Grünschieferfazies auf. Reaktionshöfe zwischen Olivin und calciumreichen Plagioklasen in Gabbros werden Kelyphit-Zonen genannt. Auch sie bestehen aus Gemengen von radialfaseriger grüner Hornblende, Pyroxen, Granat und Spinellen.

### Pinitisierung

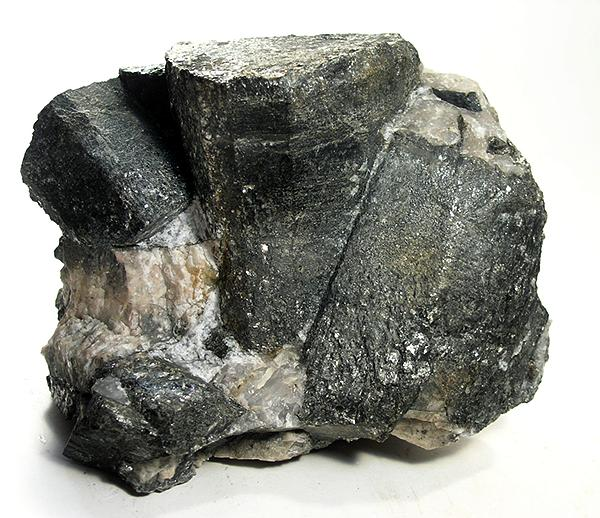
Pinitisierte Cordierit-Kristalle. Västerby, Askersund, Örebro län (Närke), Schweden. Stufengröße: 15 cm × 10,6 cm × 9,3 cm.

Die hydrothermal oder metamorph-epizonal ablaufende Umwandlung von Cordierit in ein feinschuppiges bis dichtes Gemenge aus Serizit und/oder Chlorit sowie Biotit wird Pinitisierung genannt. So vollzieht sich immer unter Aufnahme von Wasser. Der Name stammt von der Typlokalität des Pinits, einer Pseudomorphose von Muskovit (Serizit) nach Cordierit aus dem „Pini-Stolln“ bei Aue im Erzgebirge.

### Gilbertitisierung
Bei der pneumatolytischen bis hydrothermalen Zersetzung von Topas entstehen Pseudomorphosen von Muskovit nach Topas, die als Gilbertit bezeichnet werden.

### Uralitisierung

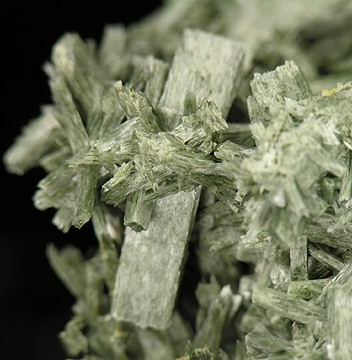
In aktinolithische Amphibole uralitisierte Klinopyroxene. „Calumet Mine“, Colorado, USA. Sichtfeld: 5,6 cm × 5,0 cm × 3,3 cm.

Im Kontaktbereich intrudierender Plutone sowie bei der Regionalmetamorphose findet unter pneumatolytischen bis heiß-hydrothermalen Bedingungen häufig eine von Rändern oder Rissen ausgehende sekundäre Umwandlung von magmatisch gebildeten Klinopyroxenen in aktinolithische Amphibole statt, wobei im Gefolge der Umwandlung meist polykristalline, faserige Aggregate mit koaxialer Orientierung zum verdrängten Klinopyroxen entstehen. Dieser Prozess wird als Uralitisierung bezeichnet. Uralite bilden sich sowohl spätmagmatisch-hydrothermal als auch während der epizonalen Metamorphose.
Die Umwandlung von Augit in Hornblende beschreibt die folgende Reaktionsgleichung:
{\displaystyle \mathrm {8\ CaMgAl_{0,125}[Al_{0,125}Si_{1,875}O_{6}]+3\ Mg^{\,2+}+2\ Na^{+}+2\ H_{2}O\longrightarrow 2\ NaCa_{2}Mg_{5}[AlSi_{7}O_{22}(OH)_{2}]+4\ Ca^{\,2+}+SiO_{2}} }
Augit reagiert mit Magnesium- und Natrium-Ionen zu Hornblende, Calcium-Ionen und Quarz

### Bastitisierung

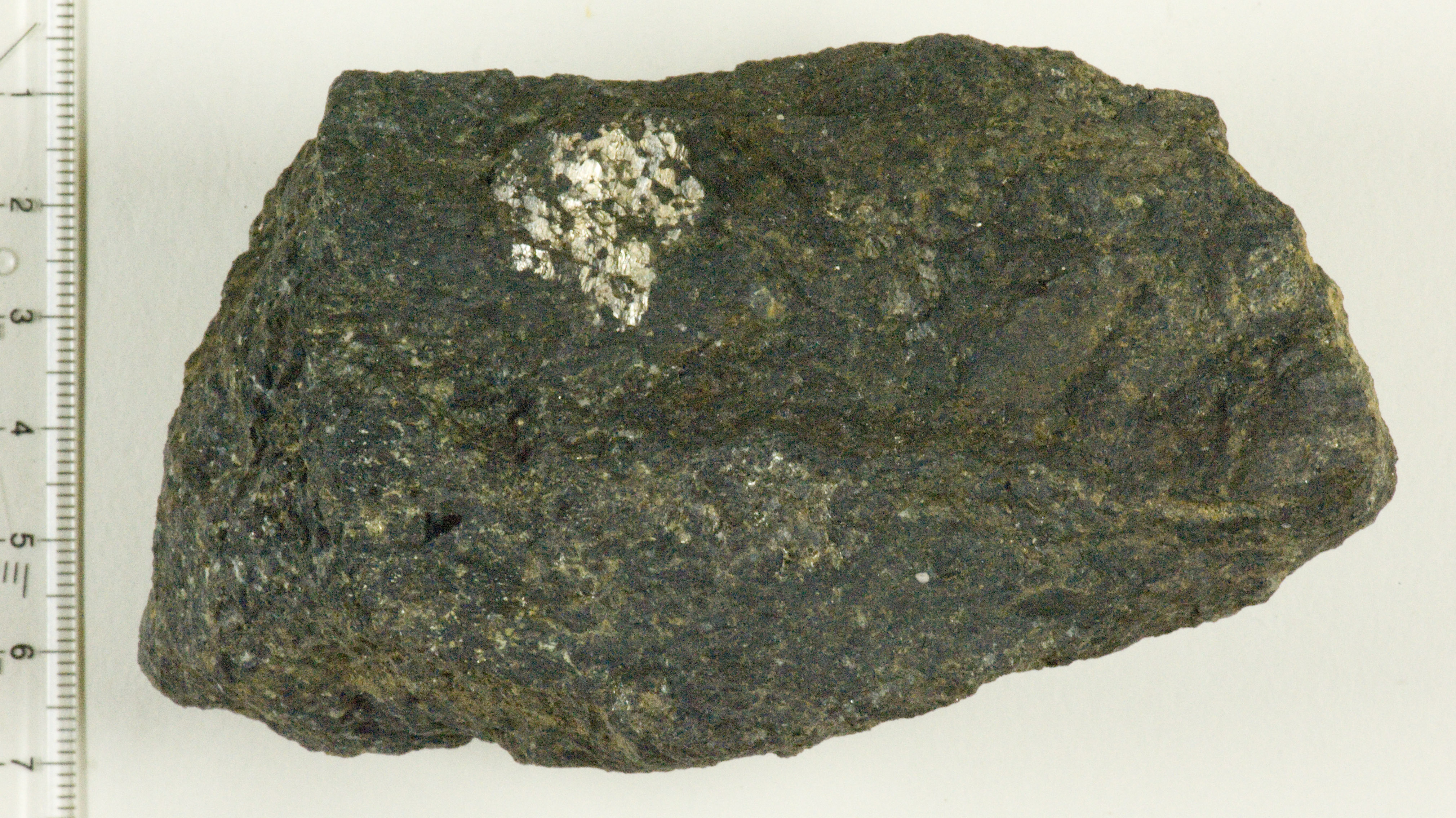
„Bastitisierung“ von Pyroxenen zu Mineralen der Serpentingruppe. Kohlebornkehre, Harz.

Bei der Bastitisierung wandeln sich Orthopyroxene und z. T. auch Klinopyroxene, meist von Spaltrissen ausgehend, hydrothermal in wenige große Antigorit-Kristalle bzw. andere Minerale der Serpentingruppe um. Durch seine goldgelben oder bronzenen Farben auf den Spaltflächen lässt er sich leicht in zersetzten enstatithaltigen Gesteinen erkennen. Der Terminus „Bastitisierung“ wurde von der Typlokalität, umgewandelten Bronzit-Gesteinen aus dem Tal der Baste bei Bad Harzburg im Harz, abgeleitet.
Willy Bruhns beschreibt im Ergebnis seiner mikroskopischen Untersuchungen der „Hornblendeporphyrite“ von Potschappel und der „Glimmerporphyrite“ von Wilsdruff ausführlich die Bastitisierung von Pyroxenen: „Der Pyroxen verwandelt sich in eine faserige Substanz von z. Th. gelber, z. Th. graulich-grüner, z. Th. grasgrüner Farbe. Die Faserung ist in Längs- sowie Querschnitten sichtbar … In einigen Vorkommen ist der Pyroxen vollständig in Bastit umgewandelt und dieses Mineral gewinnt hier eine solche Entwicklung, dass es schon makroskopisch in Form stark glänzender, mit lebhaftem Schiller versehender Blättchen hervortritt.“

### Saussuritisierung
Die Saussuritisierung ist ein Vorgang, bei dem durch hydrothermale oder epizonal-metamorphe Prozesse Plagioklase in „Saussurit“ umgewandelt werden. Unter „Saussurit“ wird dabei ein dichtes, weißes bis lichtgrünes Gemenge von Zoisit, Skapolith, Epidot, Serizit u. a. Mineralen verstanden. „Saussurit“ entsteht durch thermale oder hydrothermale Einwirkung in Tiefengesteinen wie Gabbros u. a. Typisch ist dabei, dass innerhalb der Plagioklase nur die Anorthit-Komponente der Kerne umgewandelt wird, während die Albit-Komponente der Außenzonen stabil bleibt. Im Resultat entstehen sogenannte „gefüllte Feldspäte“.

### Epidotisierung
Epidotisierung ist die unter metamorph-epizonalen Bedingungen ablaufenden Umwandlung von Klinopyroxenen wie z. B. Augit oder auch Plagioklasen in Epidot. Hierbei wird der Plagioklas albitisiert, die freiwerdende Anorthit-Komponente steht für die Bildung von Epidot zur Verfügung. Der Prozess wird häufig durch Chloritisierung begleitet. Auch die metasomatische, autopneumatolytische bis autohydrothermale Bildung von Epidot aus Pyroxenen, Amphibolen und der Anorthit-Komponente von Plagioklasen auf Klüften und in Hohlräumen von Magmatiten wird Epidotisierung genannt.

### Zoisitisierung
Ähnlich wie bei der Epidotisierung findet bei der unter metamorph-epizonalen Bedingungen ablaufenden Zoisitisierung eine Albitisierung von Plagioklasen statt, in deren Verlauf die freiwerdende Anorthit-Komponente für die Bildung von Epidot zur Verfügung steht. Auch dieser Prozess wird häufig durch Chloritisierung begleitet.

### Opazitisierung
Bei Hornblende-Kristallen und Biotit in Vulkaniten kommt es nach der Effusion infolge Druckentlastung zu einem Zerfall des Gitters unter Neubildung eines dichten Gemenges aus Magnetit, Hämatit, eisenarmen Klinopyroxenen wie Hypersthen und Augit sowie Spinellen. Diese Opacitisierung geht meist vom Rand der Kristalle aus („Trauerrand“), erfasst aber auch den gesamten Kristall, von dem nur die Umrisse erhalten bleiben („Hornblende- bzw. Biotit-Leichen“).

### Baueritisierung
Baueritisierung ist die hydrothermale Umwandlung von Biotit in Hydrobiotit, Montmorillonit, Vermiculit, z. T. auch in grünen Biotit, Chlorit, Kaolinit und Illit. Diese Umwandlung ist oft mit einer Bleichung des Gesteins verbunden. Weil die Biotite ihre Farbe nach hellbraungelb verändern und einen metallartigen Glanz annehmen, werden sie als „Katzengold“ bezeichnet.

### Illitisierung
Unter Illitisierung versteht man die hydrothermal-metasomatische Umwandlung des Nebengesteins u. a. von Flussspatlagerstätten, wobei sich Hydromuskovit (Illit) und Serizit durch Umwandlung von Muskovit und Kalium-Feldspäten bilden. Dabei geht die Quellfähigkeit der Tonminerale verloren, wodurch die Dichtfähigkeit von Tonlagen beeinträchtigt werden kann.

### Montmorillonitisierung
Bei der Montmorillonitisierung wandelt sich infolge hydrothermaler Prozesse Muskovit in Montmorillonit um.

### Kaolinisierung

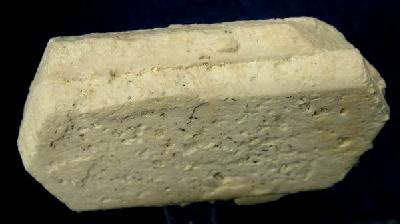
Kaolinitisierter Orthoklas-Zwilling. St Austell, Cornwall, England. Kristallgröße: 4,5 x 2,6 x 1,1 cm.

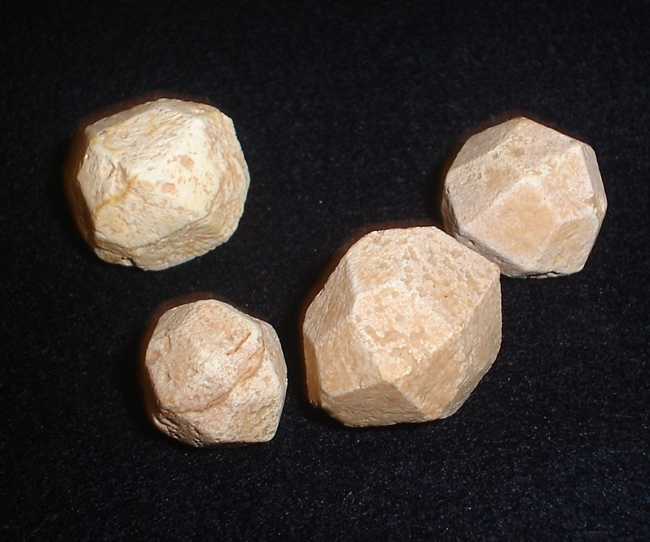
Kaolinitisierter Leucit, so genannter Pseudoleucit. Brasilien. Größe der Kristalle: 1,5 × 1,5 cm.

Unter Kaolinisierung oder auch Kaolinitisierung wird die hydrothermale oder autohydrothermale Bildung von Kaolinit aus Feldspäten und Glimmern alkalifeldspatführender saurer Magmatite wie Graniten, Arkosen u. a. verstanden. Für die Kaolinisierung der Ausgangsminerale ist ein hohes H+/K+-Verhältnis in den hydrothermalen Lösungen erforderlich. Kalium muss abtransportiert werden, da sich sonst Illit anstelle von Kaolinit bildet. Neben Kaolinit können Beidellit und Halloysit entstehen.
{\displaystyle \mathrm {2\ K[AlSi_{3}O_{8}]+11\ H_{(aq)}^{+}\longrightarrow Al_{2}[(OH)_{4}|Si_{2}O_{5}]+2\ K^{+}+4\ Si^{\,4+}+7\ OH^{-}} }
Kalifeldspat reagiert mit Wasserstoff-Ionen zu Kaolinit, Kalium-Ionen, Silicium-Ionen und Hydroxid-Ionen
{\displaystyle \mathrm {4\ K[AlSi_{3}O_{8}]_{(s)}+6\ H_{2}O_{(aq)}\longrightarrow Al_{2}[(OH)_{4}|Si_{2}O_{5}]_{(s)}+8\ {SiO_{2}}_{(s)}+4\ KOH_{(aq)}} }
 Kalifeldspat setzt sich mit Wasser zu Kaolinit, Quarz und Kaliumhydroxid um

### Spilitisierung

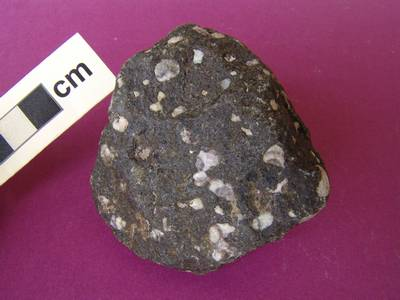
Spilit

Bei der Spilitisierung handelt es sich ebenfalls um eine Albitisierung (siehe dort) bzw. um eine Natrium-Metasomatose, bei der die in submarin gebildeten Basalten enthaltenen Plagioklase sowie Pyroxene (z. B. Enstatit) in Albit und Chlorit umgewandelt werden. Das Natrium kann dabei direkt aus dem Meerwasser stammen. Spilite (von griechisch σπιλάς [spilás] für „Fels“) sind folglich basische Magmatite, die metasomatisch aus ozeanischem Basalt entstehen.
{\displaystyle \mathrm {6\ CaAl_{2}Si_{2}O_{8}+4\ Mg_{2}Si_{2}O_{6}+4\ Na^{+}+4\ HCO_{3}^{-}+2\ CO_{2}+6\ H_{2}O\longrightarrow 4\ NaAlSi_{3}O_{8}+2\ Mg_{4}Al_{2}[Al_{2}Si_{2}O_{10}(OH)_{8}]+6\ CaCO_{3}+4\ SiO_{2}} }
 Anorthit reagiert mit Enstatit, Natrium-Ionen, Hydrogencarbonat-Ionen, Kohlenstoffdioxid und Wasser zu Albit, Chlorit, Calcit und Quarz

### Zeolithisierung
Oberflächennahe hydrothermale Umsetzungsvorgänge in basaltischen und anderen Laven unter Calcium- oder Natriumzufuhr führen häufig zur Bildung von Zeolithen in Hohlräumen. Die Temperaturen variieren zwischen 100 °C und 350 °C.
Diese sogenannten Zeolithisierung ist die Einführung von, Umwandlung zu oder Ersatz durch ein Mineral oder Mineralvergesellschaftungen, die Zeolithe als charakteristische, wenn auch nicht unbedingt reichlich vorhandene Bestandteile enthalten. Die Zeolithisierung resultiert aus der Einwirkung nahezu neutraler hydrothermaler Lösungen mit relativ niedrigen Temperaturen, die eine Rekombination von Natrium, Calcium und/oder Kalium im Nebengestein verursachen. Zeolithe treten am häufigsten als Alterationsprodukte von vulkanischem Glas und calciumreichem Plagioklasen auf und werden von weiteren Alterationsprodukten wie Adular, Prehnit, Pumpellyit und Mineralen der propylitischen Fazies, insbesondere Epidot, Albit und Carbonaten, begleitet. Die häufigsten bei der Zeolithisierung gebildeten Zeolithe sind Klinoptilolith, Mordenit, Analcim, Heulandit, Laumontit und Wairakit.

### Alunitisierung
Bei der Alunitisierung handelt es sich um eine hydrothermale Umwandlung von Alkali-Feldspäten (Plagioklasen) oder Foiden durch eine extreme hydrolytische Auslaugung des Nebengesteins (saure bis intermediäre Vulkanite wie Rhyolithe bis Andesite) unter oxidierenden Bedingungen, vorwiegend im Bereich von Solfataren unter Einwirkung von H2SO4, die zur Bildung von Alunit und Tonmineralen (hauptsächlich Montmorillonit und Nontronit) führen. Die neben Alunit häufigsten neugebildeten Minerale bei der Alunitisierung sind Quarz, Chalcedon, Cristobalit, Tridymit, Opal sowie Kaolinit, Serizit, Diaspor, Baryt, Jarosit, Rutil, Zunyit, Pyrit und Hämatit.

## Erscheinungsformen im Gelände
Die bei den Alterationen entstehenden Alterationssäume oder -höfe weisen stark variierende Mächtigkeiten auf. Entlang von Gängen ist ein Alterationssaum oft nur wenige Zentimeter mächtig, während die Alteration bei einigen Lagerstättentypen (z. B. in Porphyrischen Kupferlagerstätten) den gesamten Intrusivkomplex erfassen kann. Je nach Grad der Umwandlung kann die Alteration eines Gesteins mit bloßem Auge völlig unauffällig (wenn etwa nur einzelne Nebengemengteile betroffen sind, wie etwa bei der Serpentinisierung einzelner Olivine in Basalt) sein, oder eine Verfärbung einzelner Bestandteile oder des gesamten Gesteins verursachen (Vergrünung von Plagioklaskristallen; Rotfärbung von Rhyolithen) oder auch den Charakter des Gesteins komplett verändern (etwa bei der vollständigen Umwandlung von ultramafischen Gesteinen in Serpentinit).